# Michel Bruno
Michel Bruno i Vaills (Torrelles de la Salanca, 22 de març del 1883 - Chemin des Dames, 3 d'agost del 1917) va ser un militar rossellonès condecorat, mort per la França en el decurs de la primera guerra mundial.
Es casà amb Thérèse Gras a Argelers, i posteriorment, s'establiren a Pexonne (Meurthe et Moselle), on el matrimoni va tenir un fill.
Era caporal de la 18a. companyia del 253è. Regiment d'Infanteria quan fou mort en acció, en el marc de la segona batalla de l'Aisne (el gran escorxador de l'exèrcit francès), el 1917.
Va ser citat a l'Ordre del regiment els dies 14 de setembre del 1915 i el 3 de setembre del 1917 i fou distingit amb dues Creus de Guerra, la primera amb estrella de bronze. El seu nom consta al Monument als Caiguts de Pexonne.